# Koronás maki

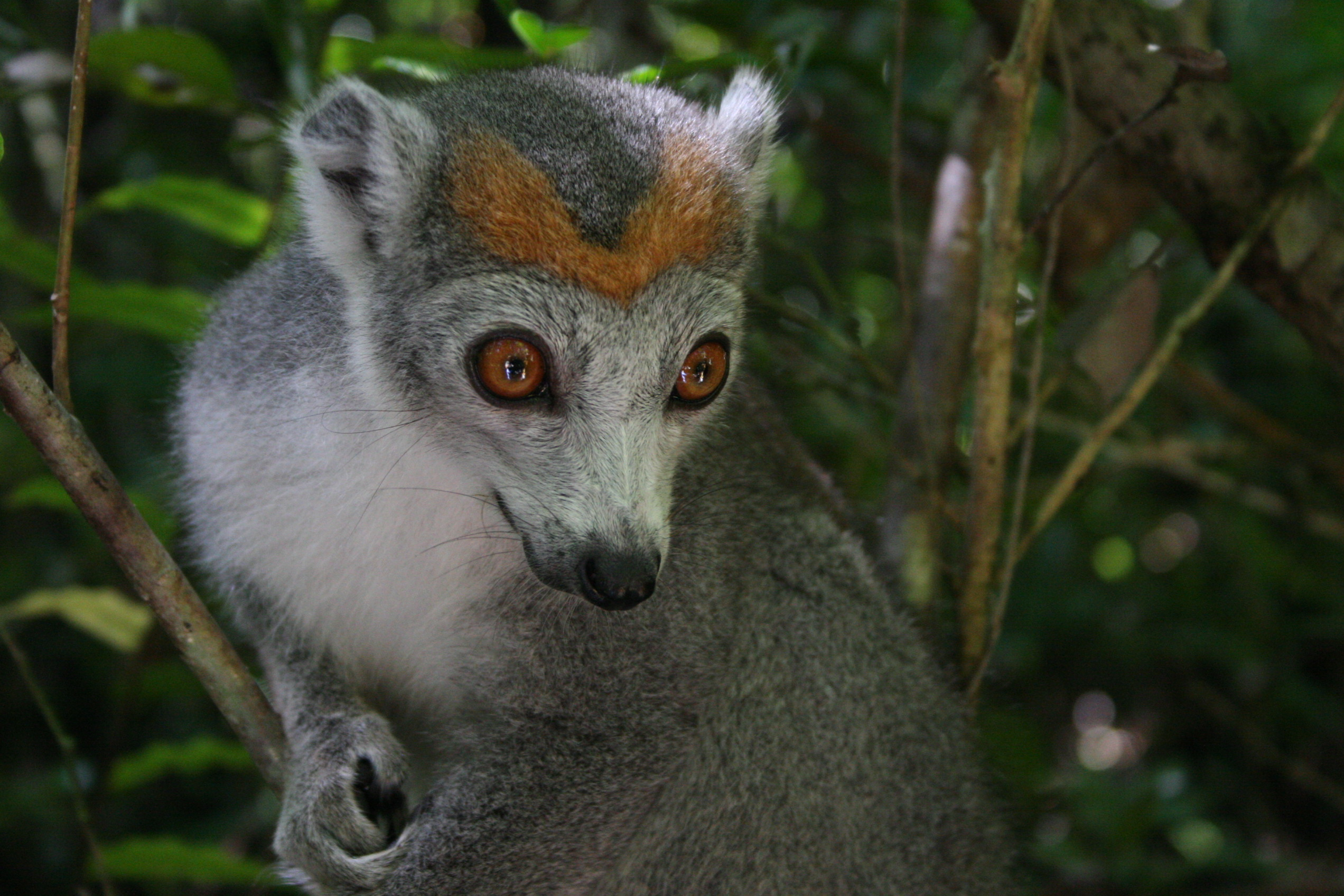

A koronás maki (Eulemur coronatus) nem az emlősök (Mammalia) osztályába, a főemlősök (Primates) rendjébe és a makifélék (Lemuridae) családjába tartozó faj.

## Előfordulása
Madagaszkár északi részén honos. Természetes élőhelye a száraz lombhullató erdők.

## Megjelenése
A kornás maki akkora, mint egy házi macska. Fejtesthossza 34 cm. A farokhossza 45 cm. Testtömege 2 kg. A fajnévadó jellegzetessége a fején kirajzolódó narancssárga "korona". A hím szőrzete szürkésbarna, a farka sötét, pofája szürke, orra fekete, a nőstényeknek világosabb a szőrük.

## Életmódja
5-15 egyedből álló csoportokban él. A koronás makik főleg gyümölcsökkel táplálkoznak. Az esős évszakban leveleket is fogyaszt. Még rovarokat is fogyaszt. Körülbelül 27 évig él.

## Szaporodása
A párzási időszak májustól júniusig tart. A 125 napig tartó vemhesség szeptember közepétől októberig tart, akkor 1-2 kölyök jön világra. A kölykök 5-6 hónapig szopnak.

## Természetvédelmi állapota
Az élőhelyének elvesztése és az orvvadászat fenyegeti. Az IUCN vörös listáján a sebezhető kategóriában szerepel.